# Karlivka (oblast de Donetsk)
Pour l’article homonyme, voir Karlivka.

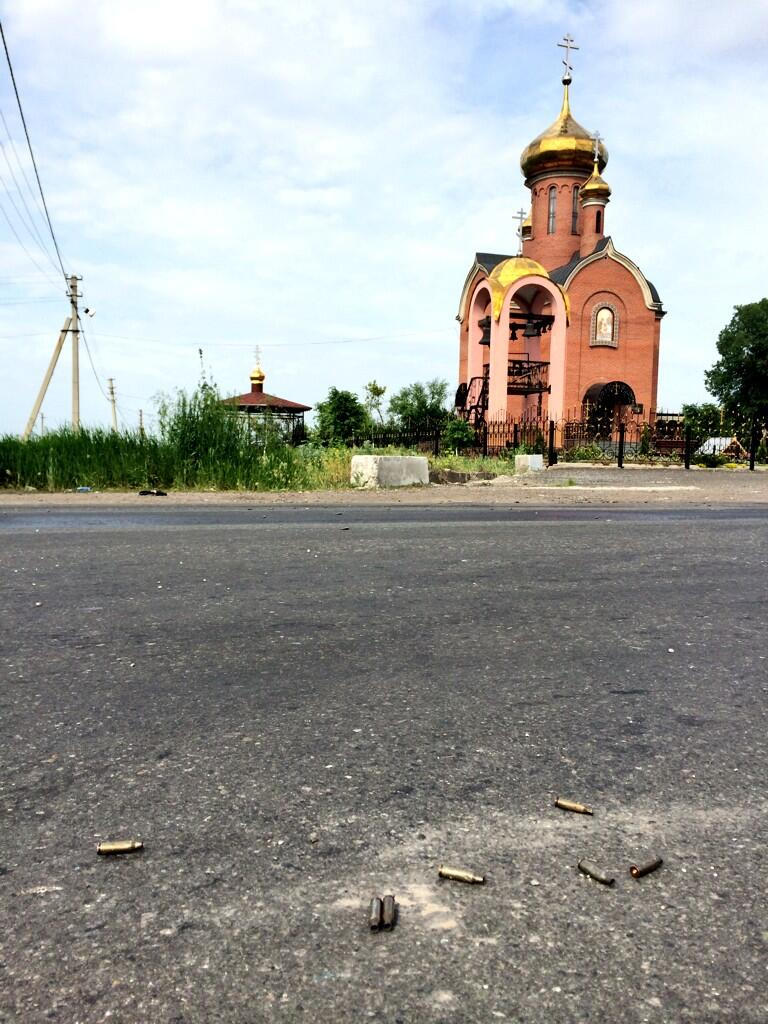
Vue de l'église de l'Épiphanie avec des restes de douilles après le combat du 23 mai 2014.

Karlivka (en ukrainien : Карлівка, en russe : Карловка Karlovka) est un village d'Ukraine situé dans l'oblast de Donetsk, dans le raïon de Marïnka (en) à 30 km à l'ouest de Donetsk sur la route nationale M04. Ce village avait une population de 0 habitant en 2024 .
Ce village a été, le 23 mai 2014, le théâtre d'un affrontement entre le bataillon Donbass formé de volontaires ukrainiens pro-Ukraine et le bataillon Vostok formé de volontaires ukrainiens pro-Russie. L'armée ukrainienne reprend le village le 23 juillet 2014.
Le 30 août 2024, la ville a été prise par les Russes dans le cadre de l'offensive de Pokrovsk .